# راندي موراي
راندي موراي هو لاعب هوكي الجليد كندي، ولد في 24 أغسطس 1945 في تشاتام كينت في كندا.

## وصلات خارجية
- راندي موراي على موقع دوري الهوكي الوطني (الإنجليزية)
- راندي موراي على موقع EliteProspects.com (الإنجليزية)
- راندي موراي على موقع HockeyDB.com (الإنجليزية)
- راندي موراي على موقع Hockey-Reference.com (الإنجليزية)